# Acalypha senilis
Acalypha senilis é uma espécie de flor do gênero Acalypha, pertencente à família Euphorbiaceae.